# Clausola generale
Con il sintagma clausola generale si intende definire una particolare modalità di tecnica legislativa pressoché opposta al cosiddetto metodo casistico o regolamentare. Le clausole generali infatti sono delle fattispecie incomplete le quali, pur inserite in norme scritte, svolgono il ruolo di «valvole di sicurezza» dell'ordinamento rinviando a dati esterni utili a far maturare una valutazione ad hoc dell'interprete. Grazie ad esse, infatti, all'interprete viene attribuito il potere di contribuire a «creare» la disciplina del caso concreto, attingendo anche ad elementi ulteriori rispetto al dettato positivo. 

## Elaborazione dottrinaria
Le clausole generali, nell'elaborazione concettuale migliore, possono essere qualificate come norme che impongono al giudice una direttiva di scelta per la risoluzione del caso concreto. Il giudice, rivolgendosi ad esse, che potremmo definire come "recipienti", può attingere a valori sociali extra-positivi al fine di decidere il caso concreto. Ciò non vuol dire che il giudice mediante l'utilizzo delle clausole generali divenga una figura onnipotente; le clausole generali infatti sono frammenti di disposizione che consentono sì di attingere a valori (mediante un riferimento agli standards sociali che di quei valori ne sono la manifestazione coglibile), ma dovrà sempre poi vagliare la scelta in rapporto con l'intero ordinamento giuridico, aspirando alla creazione di una regola di universabilità. Le clausole generali cioè dovranno creare dei modelli cui il giudice potrà rivolgere al fine di argomentare la propria decisione. 

## Tipologia
Sono esempi di clausole generali i buoni costumi, la buona fede, la forza maggiore, la giusta causa, la diligenza del buon padre di famiglia o la correttezza professionale per le fattispecie di concorrenza sleale (art. 2598 n. 3 cod. civ.). Non è una clausola generale l'equità: infatti mentre le clausole generali sono fattispecie incomplete cui il giudice si rivolge per decidere il caso concreto, ma che, per il già accennato giudizio di universabilità andranno vagliate in relazione all'ordinamento al fine di creare stabili modelli di decisione, l'equità è invece un criterio di giustizia del caso singolo. In questo caso (ovvero nei casi in cui il giudice può giudicare secondo equità, ad es. quando vi sia accordo delle parti e si controverta su diritti disponibili) l'equità opera come un elemento che sospende l'operatività della legge, in considerazione alle circostanze del caso singolo e solo di quel caso.
Le clausole generali devono poi distinguersi dalle norme generali: queste ultime, prodotte secondo la tecnica della fattispecie forniscono al giudice un potere di discrezionalità di fatto. L'interprete infatti adatterà il caso concreto alla fattispecie astratta che la norma gli predispone, senza alcun potere «creativo». Si pensi all'art 1321 che definisce il contratto: si tratta di una norma generale che in quanto generale e astratta si potrà ben adattare ad ogni ipotesi di accordo stretto da due o più parti volto a costituire modificare o estinguere rapporti giuridici patrimoniali. Cosa ben diversa è la clausola generale: in questo caso il giudice avrà un potere discrezionale di diritto: esso, infatti, rivolgendosi a valori che sono al di fuori del dato positivo creerà la regola applicabile al caso concreto, in armonia con il vaglio sistematico.